# Asociación Paralímpica de Bermudas
La Asociación Paralímpica de Bermudas (en inglés: Paralympic Association of Bermudas) es el comité paralímpico nacional que representa a Bermudas. Esta organización es la responsable de las actividades deportivas paralímpicas en el país. Es miembro del Comité Paralímpico Internacional y del Comité Paralímpico de las Américas.